# Kaizen

Slovo "Kaizen" psáno japonskými znaky (první znak - Kai - znamená "změna", druhý "dobro").

Kaizen (z japonštiny, "zlepšení" nebo "změna k lepšímu") odkazuje na filozofii či postupy při zlepšování procesů ve výrobě a to zejména ve strojírenství a řízení podniků. Kaizen byl prvně realizován v japonských firmách po 2. světové válce. Zčásti ovlivnil americké podnikání a řízení kvality výroby.
Podstata pojmu Kaizen jednoduše znamená neustálé zlepšování. Japonští manažeři obecně tvrdí, že na prvním místě není zisk, ale kvalita, jelikož pokud se postaráte o kvalitu, tak zisk se zákonitě dostaví.

## Pět základních elementů Kaizenu
- Týmová práce
- Osobní disciplína
- Vysoká morálka
- Kroužky kvality
- Zlepšovací návrhy

## Muda
Pokud chceme začít se zlepšováním, tak patrně nejjednodušším způsobem je hledání, identifikování a odstranění plýtvání disponibilních zdrojů a času. V Kaizen se plýtvání označuje slovem Muda, které nám umožňuje identifikovat ztráty ve výrobním procesu, které nepřidávají hodnotu do výsledného produktu či služby.
7 základních MUDA (plýtvání) ve výrobním procesu:
·        Čekání;
·        zásoby;
·        transport;
·        zmetky;
·        chyby ve výrobě;
·        nadprodukce;
·        zbytečné pohyby.
Pokud dokážeme nalézt ve výrobním procesu MUDA, tak jsme objevili i možnost snížit náklady, což nám umožní zvýšit zisk.

## Kaizen tým
Kaizen tým je tvořen pracovníky se společným cílem neustále zlepšovat svou práci a své pracoviště (gemba). Členové týmu svým trvalým přístupem (PDCA cyklus) využívají všechny dostupné nástroje, data, informace, znalosti, odborné dovednosti a osobní schopnosti, které by se měly uvnitř týmu vzájemně doplňovat.
Vytváření Kaizen týmu:
1.      Volba vhodného problému ke zlepšení;
2.      stanovení požadavků na členy;
3.     ustanovení Kaizen týmu;
·        oficiální jmenování;
·        počet členů týmu;
·        způsob zapojení do týmu;
·        místo ke schůzkám;
·        metodické nástroje a pomůcky;
·        rozpočet a časový rozvrh;
·        komunikace s Kaizen manažerem. 
4.      trénování;
5.     zakončení práce.
Japonští manažeři se snaží cíleně zapojit zaměstnance do KAIZEN prostřednictvím systému zlepšovacích návrhů v kontextu s kvalitou. Počet podaných zlepšovacích návrhů odráží kvalitní práce mistra, který se snaží pomáhat svým podřízeným tak, aby nových zlepšovacích návrhů bylo co nejvíce.

## Kontrola kvality
V kontextu s absolutní kontrolou kvality se Kaizen zaměřuje především na následující oblasti:
1.     záruka kvality;
2.     snižování nákladů;
3.     zvyšování efektivity;
4.     plnění výrobních kvót;
5.     dodržování plánu dodávek;
6.     řízení dodavatelů;
7.     bezpečnost práce;
8.     vývoj nových produktů;
9.     marketing, prodej a služby. 
Důležitou roli v tomto zlepšovacím procesu sehrává velmi aktivní přístup vrcholových manažerů, kteří se snaží tyto zlepšovací návrhy od zaměstnanců konstruktivně vyhodnocovat a implementovat je do reálné praxe.

## Metoda 5S
Metoda 5S je východiskem pro implementaci pokročilejších metod Kaizen. Jedná se o systém, jehož úlohou je dodržování pracovních standardů a jejich stabilizace.
Svůj základ má metoda 5S v principech americké armády. Tyto principy převzaly japonské společnosti a postupem času získala tato metoda podobu pěti jednoduchých kroků. Název metody vznikl z pěti japonských slov, a to „Seiri, Seiton, Seiso, Seiketsu, Shitsuke“. V České republice lze tuto metodu přeložit jako 5U, tedy Utřídit, Uspořádat, Udržovat pořádek, Určit pravidla, Upevňovat a zlepšovat.

### 1. Seiri – Utřídit
Cílem je odlišit na pracovišti potřebné a používané věci od věcí zbytečných. K tomuto kroku je nutno přistupovat razantně a důsledně. Výsledkem je pak více místa, přehlednost a systém.
Veškeré věci na pracovišti je možno klasifikovat následujícím způsobem:
·        věci nepotřebné, které je možno vyhodit,
·        věci, které se používají občas (ne každý měsíc) a
·        věci, které jsou nutné pro každodenní práci.
V rámci prvního kroku se používají kartičky tří barev – červená slouží k označení věcí, které nejsou potřebné, a dále se pak diskutuje se o jejich vyhození, zelená barva znamená přemístění dané věci a žlutá barva označuje věci určené k opravě.

### 2. Seiton – Uspořádat
Druhý krok spočívá v přehlednosti a v nastavení systému uložení věcí na pracovišti takovým způsobem, aby cesta k potřebným věcem zabrala co nejméně času a úsilí – tím dochází k zefektivnění pracovní činnosti. Všechny věci mají své místo a na tomto místě se také nacházejí.

### 3. Seiso – Udržovat pořádek
Jak už jasně vyplývá z názvu, jedná se o udržování čistoty na pracovišti. Sami zaměstnanci by si měli čistit svůj pracovní prostor a udržovat ho v co nejlepším možném stavu. Pro motivaci pracovníků je vhodné nafotit si pracovní místo před úklidem a po úklidu.

### 4. Seiketsu – Určit pravidla
Čtvrtá fáze se zabývá určováním standardů, které slouží k udržování stavu dosaženého pomocí předchozích třech kroků. Základním předpokladem je, že pro zaměstnance by měla být práce jednodušší, ale měla by být zároveň prováděna standardizovaně, tedy stejným způsobem. Standardy by měli navrhovat sami zaměstnanci, avšak v kooperaci s nadřízenými. Standardy by měly být na pracovišti zveřejněny, což zajistí zjednodušení kontroly stavu pracoviště. Měly by být snadno pochopitelné, srozumitelné a názorné.

### 5. Shitsuke – Upevňovat a zlepšovat
Cílem posledního kroku je vytvoření kultury 5S, disciplína, kontrola a neustálé zlepšování stavu pracoviště. Základem je pravidelná kontrola zavedeného systému a jeho vyhodnocení. Tímto krokem jsou zaměstnanci vedeni k vytvoření vhodných pracovních návyků, systematické práci, zlepšování a k odpovědnosti.

## Diagramy
V souvislosti s Kaizen se používají například následující zlepšovací diagramy:
- SIPOC diagram;

- IPO diagram;

- KNE diagram;

- diagram toku;

- regulační diagram;

- Paretův diagram;

- Ishikawův diagram;

- korelační diagram;

- afinitní diagram;

- stromový diagram.